# Tales of Zestiria the X
Tales of Zestiria the X ( テイルズ オブ ゼスティリア ザ X Teiruzu Obu Zesutiria Za Kurosu?, pronunciado como "Tales of Zestiria the Cross") es una serie de televisión de anime japonés basada en los videojuegos Tales of Zestiria y Tales of Berseria y desarrollados por Bandai Studios y tri-Crescendo, publicado por Bandai Namco Entertainment. Está producido por Ufotable, dirigida por Haruo Sotozaki y escrita por Hikaru Kondo, con diseños de personajes de Akira Matsushima y música de Motoi Sakuraba y Go Shiina. La serie de anime se divide en dos mitades: la primera mitad se estrenó el 3 de julio de 2016 y terminó de emitirse el 25 de septiembre de 2016. La segunda mitad se estrenó el 8 de enero de 2017 y terminó de emitirse el 29 de abril de 2017.

## Trama
Tales of Zestiria the X tiene lugar en un mundo donde hay seres llamados Serafines. Los humanos y los serafines solían vivir juntos en armonía hace miles de años. Los humanos rezaron a los serafines y, a cambio, los serafines los bendijeron. Los serafines tienen poderes mágicos y su propio elemento para controlar. Tierra, viento, agua o fuego. Había miles de Serafines, pero la humanidad estaba inundada de terribles emociones y podía ser fácilmente superada y convertirse en monstruos. Cuando serafín se conectó demasiado con un humano, ver a su amigo física y mentalmente convertirse en un monstruo les hizo desesperar y sus formas efímeras también se convirtieron rápidamente en monstruos. Los monstruos se crearon cuando un área estaba llena de emociones negativas que creaban un subproducto peligroso llamado malevolencia. La malevolencia convierte a cualquier criatura viviente débil o negativa en un monstruo.
Los serafines mantuvieron la naturaleza funcionando sin problemas y en equilibrio, mientras que una persona llamada el Pastor mantuvo a raya la malevolencia. El Pastor es una persona normal hasta que puedan sacar una espada sagrada de una piedra. Luego se convierten en una leyenda viviente con el poder de purificar a todos los Hellions. Pueden formar contratos con serafín y combinar sus cuerpos para poder usar sus poderes elementales para purificar criaturas peligrosas. También pueden formar contratos con humanos, que ayudan a llevar la carga de la malevolencia. Si bien formar contratos con serafín no tiene consecuencias adversas, los humanos son una historia diferente. Si el Pastor muere, también lo harán los humanos que tienen un contrato con él o ella. Además, cuantos más humanos tenga el Shepard contratados, mayor será la carga sobre el Pastor. Pueden pesarlo y causar problemas si hay demasiados.
Todo esto es una simple leyenda, por supuesto, nadie ha visto un Pastor o Serafín en cientos de años. La leyenda dice que los humanos se volvieron demasiado egoístas y malévolos y, por lo tanto, perdieron la capacidad de ver la forma efímera de un Serafín. Todo eso cambia cuando cierta princesa se encuentra con un joven que ha vivido en una aldea serafín toda su vida y puede verlos, tocarlos y hablarles tan fácilmente como lo hace con los humanos. Sueña con crear un mundo en el que los Serafines y los humanos puedan coexistir nuevamente, pero no tiene el poder de actuar según sus deseos. El mundo está cayendo en la oscuridad y la malevolencia que los humanos desconocen está peligrosamente cerca de destruir a todos. ¿Cómo será la princesa y su nuevo amigo optimista justo en este mundo de monstruos y caos?

## Personajes

### Personajes deZestiria
Sorey (スレイ Surei?)
Voz por:Ryōhei Kimura
Mikleo (ミクリオ Mikurio?)
Voz por:Ryōta Ōsaka
Alisha Diphda (アリーシャ・ディフダ Arīsha Difuda?)
Voz por:Ai Kayano
Lailah (ライラ Raira?)
Voz por:Noriko Shitaya
Rose (ロゼ Roze?)
Voz por:Mikako Komatsu
Edna (エドナ Edona?)
Voz por:Misato Fukuen
Dezel (デゼル Dezeru?)
Voz por:Daisuke Ono
Zaveid (ザビーダ Zabīda?, pronunciado "Zaveed")
Voz por:Kenjiro Tsuda

### Personajes deBerseria
Velvet Crowe (ベルベット・クラウ, Berubetto Kurau?)
Voz por:Rina Satō
Rokurou Rangetsu (ロクロウ・ランゲツ, Rokurō Rangetsu?)
Voz por:Daisuke Kishio
Magilou (マギルゥ, Magirū?)
Voz por:Satomi Satō
Oscar Dragonia (オスカー・ドラゴニア, Osukaa Doragonia?)
Voz por:Tomoaki Maeno
Seres (シアリーズ Shiarizu?)
Voz por:Satomi Arai

## Producción
Una adaptación de la serie de televisión de anime del videojuego, titulada Tales of Zestiria the X, que está animada por Ufotable, se anunció en Tales of Festival 2015. Los planes originales para el anime eran sobre Tales of Berseria y su promoción antes de su lanzamiento, De ahí la razón por la cual el juego tiene una apariencia adaptada. La serie está dirigida por Haruo Sotozaki y escrita por el personal de Ufotable. Akira Matsushima adaptó los diseños de personajes originales para el anime, mientras que el director de arte es Minji Kim. La música está compuesta por Motoi Sakuraba y Go Shiina. Los principales actores de voz del juego repitieron sus papeles en la serie, excepto la actriz de voz de Lailah, Miyu Matsuki, quien murió en 2015 y fue reemplazada por Noriko Shitaya. La serie se anunció originalmente para su transmisión en algún momento de julio de 2016.